# وزارت فرهنگ تایلند
وزارت فرهنگ تایلند یک نهاد دولتی تایلند است که مسئولیت نظارت بر فرهنگ، دین و هنر در تایلند را بر عهده دارد. بودجه سال مالی ۲۰۱۹ برابر با ۸٬۲۰۹٫۴ میلیون بات بود.: 89 

## پیشینه
بخش فرهنگ در سال ۱۹۳۸ زیر نظر دپارتمان هنرهای زیبا تأسیس شد. در سال ۱۹۵۲، همراه با دپارتمان هنرهای زیبا به عنوان یک سازمان زیر مجموعه، به وزارت فرهنگ تبدیل گردید. در سال ۱۹۵۸ به بخش فرهنگ تغییر نام داد و زیر نظر وزارت آموزش (ام او یی) قرار گرفت. در سال ۲۰۰۲، دوباره به عنوان وزارت فرهنگ تأسیس شد.